# Euphorbia lactiflua
Euphorbia lactiflua Phil., 1860 è una pianta della famiglia delle Euforbiacee, endemica del Cile.

## Distribuzione e habitat
L'areale di E. lactiflua è ristretto alle zone aride del Cile settentrionale.